# جدای (موتور بازی)
جدای یک موتور بازی سازی است که توسط ری گرسکو برای لوکاس آرتز توسعه داده شد. آن بسیار شبیه به موتور ساخت که در دوک نیوکم 3دی استفاده شده بود است. درحالی که یه موتور سه بعدی واقعی نیست، از یک محیط سه بعدی بدون هیچ محدودیتی در بعد سوم ( ارتفاع) پشتیبانی می کرد. در دووم، محیط ها یا مراحل محدود به وجود در یک صفحه طول-عرض بودند. – مراحل به صورت دو بعدی ساخته شده بودند : در حالی که ارتفاع سطح زمین و سقف می توانستند تفاوت داشته باشند، محیط ها نمی توانستند از نظر عمودی با هم تداخل داشته باشند. موتور جدای از محیط ها یا اتاق ها ( که "بخش ها" نامیده می شدند) بر روی یکدیگر پشتیبانی می کرد، این ویژگیش با موتور ساخت مشترک بود. در بازنگری نسخه نیروهای تاریک این موتور، تفسیرکننده نمی توانست دو اتاق که در بالای یکدیگر هستند را به صورت همزمان نشان بدهد. این ویژگی برای قانون شکنان اضافه شد.
| نویسندگان اصلی | ری گرسکو              |
| -------------- | --------------------- |
| توسعه دهندگان  | لوکاس‌آرتز             |
| نوشته شده در   | سی (زبان برنامه‌نویسی) |
| نوع            | موتور بازی            |
| پروانه         | اختصاصی               |

موتور جدای همچنین شامل قابلیت پرش و خم شدن ، قابلیت نگاه به پایین و بالا و اثرات جوی (که با دستکاری دقیق فایل های جعبه رنگ 256 رنگی بدست آمد) بود. این موتور در  قابلیت های تفسیرش محدود است. و از اشباح دو بعدی ( تفسیر شده از قبل در زوایای مختلف) برای اکثرگرافیک اشیاءش استفاده می کرد. روش های دیگر لوکاس آرتز مانند سیستم صوتی آیمیوز بکار گرفته شده بودند.
زمان زندگی این موتور کوتاه بود، در دو عنوان استفاده شد، جنگ های ستاره ای : نیرو های تاریک و قانون شکنان. دنباله ی نیرو های تاریک ، شوالیه ی جدای، از موتور سیث استفاده کرد.
تلاش هایی برای خلق دوباره ی موتور بازی سازی متن باز بر اساس مهندسی معکوس کد منبع اصلی انجام شده است.